# Госперський Володимир Іванович
Володимир Іванович Госперський (рос. Владимир Иванович Госперский; нар. 21 квітня 1945, Менера, Монголія) — радянський російський футболіст, захисник. Радянський та молдовський тренер. Заслужений тренер Молдови (1982).

## Життєпис
Вихованець футбольної школи «Даугава» (Рига). Більшу частину кар'єри провів у клубах нижчих ліг і КФК «Зірка» Іркутськ (1962—1963), «Даугава-РВЗ» (1964—1965), СКА Рига (1965—1966), СКА Львів (1967—1968),  «Молдова»/«Ністру» (1970, 1972-1973), «Металург» Тула (1971), «Спартак» Івано-Франківськ, «Динамо» Кишинів (1975), «Сперанца» Дрокія (1976-1977).
У чемпіонаті СРСР зіграв три матчі у 1969 році за одеський «Чорноморець» та 22 матчі (1 гол) у 1974 році за «Ністру».
Тренер (1978-1979) та старший тренер (1985-1986) команди «Автомобіліст»/«Текстильник» Тирасполь. Тренер (1982-1984, 1986 — до червня) і старший тренер (1986 — з червня) «Ністру». Старший тренер «Зорі» (Бєльці).
Головний тренер юнацької збірної Молдови (U-18) у відбірному турнірі чемпіонату Європи 1995. Головний тренер клубів «Кодру» Калараш (1994-1995), «МХМ-93» Кишинів (1996), «Аль-Іттіхад» Алеппо, Сирія (1998-1999).
Головний тренер молодіжної збірної Молдови (2001), а також юнацьких збірних U-17 (2003—2005) та U-19 (2004—2005).
Головний тренер «Мілсамі» Оргіїв (2010).
Головний тренер збірної Молдови з пляжного футболу (2011-2012).